# Paulianacarus barlowi
Paulianacarus barlowi är en kvalsterart som beskrevs av Coetzee 200. Paulianacarus barlowi ingår i släktet Paulianacarus och familjen Lohmanniidae. Inga underarter finns listade i Catalogue of Life.